# Neosciadella fulgida
Neosciadella fulgida là một loài bọ cánh cứng trong họ Cerambycidae.